# マリキュラム‐出会って1か月で結婚する方法‐
『マリキュラム‐出会って1か月で結婚する方法‐』（マリキュラム であっていっかげつでけっこんするほうほう）は、2017年11月16日からAbemaTVで配信されていたバラエティ番組である。

## 内容
結婚（マリッジ）までのカリキュラムを略した造語『マリキュラム』を提示し、出会ってから1か月の男女が結婚にたどり着くことができるのかを観察する“恋愛→結婚リアリティーショー”。婚活コンサルタント・澤口珠子が監修のもと、オリエンタルラジオの藤森慎吾とモデルの泉里香がスタジオMCを務める。全11回。
結婚までの特別カリキュラム（マリキュラム）8項目は以下の通り。
- 理想のデート（お互いの価値観をチェック）
- 親友紹介（友達を見て普段の人柄を知る）
- 自宅訪問（生活環境をチェック）
- 両親に紹介（家庭環境・将来の家庭像の確認）
- 同棲（一緒に暮らしていけるかチェック）
- 式場見学（共同作業への協力体制をチェック）
- プロポーズ
- 独身最後のパーティー（自分の気持ちを確認）

類似するテーマを扱う『いきなりマリッジ』開始のため、2018年4月9日より再編集した特別編が全9回で配信された。

## 出演者

### スタジオMC
- 藤森慎吾（オリエンタルラジオ）
- 泉里香

### スタジオゲスト
- 咲坂実杏
- 大森晶絵

### マリキュラム参加者[2]
- エイミー（井澤エイミー）
- ハム（工藤優香）
- しおりん（出口詩織）
- さなてぃ（橘沙奈）
- 真紀ちゃん（宮崎真紀子）
- 三崎（三崎優太）
- みっちー（林道徳）
- たっちゃん（谷口達郎）
- りゅま（永田隆馬）
- 慎ちゃん（大塚慎也）

## 音楽
- 主題歌：番匠谷紗衣「前を向いて」（マリキュラムオリジナルアレンジバージョン）[3]

## スタッフ
- 監修：澤口珠子[4]
- 制作著作：AbemaTV